# Керваж
Керваж — река в России, протекает по территории Ленского района Архангельской области. Устье реки находится в 21 км по левому берегу реки Ленка. Длина реки составляет 21 км.

## Данные водного реестра
По данным государственного водного реестра России относится к Двинско-Печорскому бассейновому округу, водохозяйственный участок реки — Вычегда от города Сыктывкар и до устья, речной подбассейн реки — Вычегда. Речной бассейн реки — Северная Двина.
Код объекта в государственном водном реестре — 03020200212103000023795.